# Гладилин, Лев Вениаминович
Лев Вениами́нович Глади́лин (1904 год — 11 марта 1983 года, Москва), советский учёный в области горного дела, доктор технических наук (1955), профессор (1956) Московского горного института. Один из создателей советской научной школы в области обеспечения безопасности и надежности электроснабжения горных предприятий, заслуженный деятель науки и техники РСФСР.

## Биография
Родился в 1904 г. в семье учителя. В 1928 г. окончил Киевский энергетический институт; с 1926 по 1932 гг. работал инженером в Буденновском рудоуправлении в Донбассе и Сибирском филиале института Гипрошахт в г. Томске, принимал активное участие в проектировании Большого Кузбасса.
В 1932 г. Л. В. Гладилин начал работать в МГИ (сегодня – Горный институт НИТУ «МИСиС») в должности ассистента. В 1938 г., получив степень кандидата технических наук, был утвержден в ученом звании доцента по кафедре электротехники. С 1938 по 1972 гг. бессменно заведовал кафедрой «Электрификация горных предприятий» института. В 1943—1944 гг. работал в Бюро генерального плана восстановления угольной промышленности Донецкого бассейна.
В 1955 г. ему присвоена ученая степень доктора технических наук, а в 1956 г.— звание профессора.
Скончался 11 марта 1983 г. после продолжительной болезни.

## Научная и образовательная деятельность
Являлся одним из создателей и руководителей советской научной школы в области обеспечения безопасности и надежности электроснабжения горных предприятий. В результате исследований по изучению состояния изоляции электроустановок горнодобывающих предприятий в различных районах СССР, выполненных под его руководством, разработан ряд требований действующих Правил безопасности и Правил технической эксплуатации для горной промышленности.
За период многолетней педагогической деятельности Л. В. Гладилин создал ряд электромеханических курсов для горных специальностей: «Рудничная сигнализация и связь», «Рудничные подстанции и сети», «Основы электроснабжения горных предприятий». Большой вклад внес в развитие специальности «Электрификация и автоматизация горных работ», в создание новых учебных планов для неё, учебной и методической литературы. Им подготовлено 4 доктора и около 70 кандидатов технических наук, опубликовано более 200 научных работ.
Много лет был членом редколлегии «Горного журнала».

## Признание
Л. В. Гладилин был награждён орденом Трудового Красного Знамени, шестью медалями. В 1965 г. ему присвоено почетное звание «Заслуженный деятель науки и техники РСФСР».

## Избранные труды[1]
- Гладилин, Лев Вениаминович. Выбор типа преобразователя для рудничных установок [Текст] / Инж.-эл. Л. В. Гладилин. — [Томск] : Кузбассуголь, 1932.
- Гладилин, Лев Вениаминович. Стандартизация рудничных электрических дорог в мировой горной промышленности [Текст] / Сост. инж. Л. В. Гладилин ; С пред. проф. Ф. Н. Шклярского. — Ленинград ; Москва : Стандартгиз, 1935.
- Гладилин, Лев Вениаминович. Горная электротехника [Текст] : Учебник для курсов мастеров соц. труда / Л. В. Гладилин и В. П. Коган. — Москва : ГОНТИ, Ред. горно-топлив. и геол.-развед. лит-ры, 1939.
- Гладилин, Лев Вениаминович. Рудничные подстанции и сети [Текст] : [Учебник для горных вузов] / Л. В. Гладилин, доц. канд. техн. наук. — Москва : изд-во и 1-я тип. Углетехиздата, 1949.
- Гладилин, Лев Вениаминович. Исследование условий безопасности рудничных сетей с изолированной нейтралью [Текст] : Автореферат дис., представл. на соискание учен. степени доктора техн. наук / М-во высш. образования СССР. Ленингр. ордена Ленина и Труд. Красного Знамени горный ин-т. — [Ленинград] : [б. и.], 1954.
- Горная электротехника [Текст] : Сборник докладов на Межвузовском совещании по проблемам электроснабжения, электрификации и автоматизации горных работ, проходившем в Ленингр. горном ин-те с 26 янв. по 3 февр. 1956 г. / Под общ. ред. проф. д-ра техн. наук Л. В. Гладилина. — Москва : Углетехиздат, 1957.
- Состояние изоляции шахтных кабельных сетей, контроль изоляции и защита от утечек тока [Текст] : (Сборник статей) / Под общ. ред. проф. д-ра техн. наук Л. В. Гладилина. — Москва : [б. и.], 1963.
- Электропривод экскаваторов малой и средней производительности и угольных комбайнов [Текст] ; Повышение безопасности и эффективности электроснабжения подземных горных разработок. Применение кремниевых выпрямителей для управления электроприводами / Под науч. ред. проф. Л. В. Гладилина. — Москва : [б. и.], 1964.
- Электробезопасность на предприятиях горнодобывающей промышленности [Текст] : Сборник трудов Науч.-техн. совещания по электробезопасности на предприятиях горнодобывающей пром-сти, состоявшегося в г. Кривом Роге с 22 по 26 мая 1963 г. / [Ред. д-р техн. наук Л. В. Гладилин]. — Москва : Недра, 1965.
- Безопасность эксплуатации шахтных силовых и тяговых электрических сетей напряжением до 1000 в. [Текст] : (Обзор) / Под общ. ред. д-ра техн. наук Л. В. Гладилина. — Москва : Недра, 1966.
- Изоляция подземных электроустановок шахт и электробезопасность [Текст] / Л. В. Гладилин, Б. Г. Меньшов, В. И. Шуцкий и др. ; Под. общ. ред. заслуж. деятеля науки и техники РСФСР проф. д-ра техн. наук Л. В. Гладилина. — Москва : Недра, 1966.
- Автоматизация электропривода горных машин [Текст] : Обзор / Под общ. ред. д-ра техн. наук Л. В. Гладилина. — Москва : Недра, 1966
- Электрификация горных работ [Текст] : Сборник науч. трудов кафедры электрификации горных предприятий / М-во высш. и сред. спец. образования СССР. Моск. горный ин-т ; Науч. ред. проф. Л. В. Гладилин. — Москва : [б. и.], 1968.
- Гладилин, Лев Вениаминович. Основы электроснабжения горных предприятий [Текст] : [Учебник для вузов по специальности «Электрификация и автоматизация горных работ»]. — Москва : Недра, 1970.
- Электробезопасность в горнодобывающей промышленности [Текст] / [Л. В. Гладилин, В. И. Шуцкий, Ю. Г. Бацежев, Н. И. Чеботаев]. — Москва : Недра, 1977.
- Гладилин, Лев Вениаминович. Основы электроснабжения горных предприятий : [Учебник для вузов по спец. «Электрификация и автоматизация горн. работ»] / Л. В. Гладилин. — 2-е изд., перераб. и доп. — М. : Недра, 1980.

## Избранные патенты[2]
- Устройство для второй ступени защиты от однофазного замыкания на землю в сети с изолированной нейтралью // 928500
- Устройство для направленной защиты нулевой последовательности от однофазного замыкания на землю в сети с изолированной нейтралью // 792451
- Способ селективной защиты от однофазного замыкания на землю в трехфазной сети с изолированной нейтралью и устройство для его осуществления // 743101